# Leo Löwenthal
Leo Löwenthal (Fráncfort del Meno, 3 de noviembre de 1900 - Berkeley, California, 21 de enero de 1993) fue un sociólogo alemán de origen judío especializado en sociología de la literatura, colaborador del Instituto de Investigación Social y miembro de la primera generación de teóricos que conformaron la Escuela de Fráncfort.

## Biografía
Hijo del médico Víctor Löwenthal y Rosie Bing, creció en el seno de una familia de origen judío que se había distanciado de la religión, de las costumbres y de los aspectos culturales del judaísmo. Durante su infancia temprana recibió una enseñanza ilustrada, muy marcada por las ciencias naturales, el materialismo filosófico y la curiosidad por el conocimiento. Su padre había nacido en 1864, atendía pacientes en el populoso barrio de Bockenheim en Fráncfort cuando estalló la Primera Guerra Mundial. Como muchas familias judías de Fráncfort en el cambio de siglo, se identificaba con el liberalismo de izquierdas. Aunque sus hermanos, los tíos de Leo Löwenthal, fueron todos judíos ortodoxos observantes, él se declaró abiertamente antirreligioso y encabezó una familia secularizada.
Es la experiencia de la guerra lo que motiva a Leo Löwenthal a buscar un camino que conjugue de algún modo coherente la religiosidad y costumbres de vida judía con el pensamiento socialista. Con este propósito se acercó al círculo de Nehemia Anton Nobel, un rabino que predicaba en Fráncfort y de manera carismática intentaba una síntesis del judaísmo histórico con la cultura moderna. Junto a su primera esposa, Golda Ginsburg, condujo su hogar siguiendo la tradición judía.
En junio de 1918 terminó la secundaria y rindió los exámenes de notabitur. Hasta septiembre de ese año cumplió con el servicio militar en un regimiento de Hanau.
Estudió todo tipo de materias en diferentes universidades (Gießen, Fráncfort y Heidelberg) pero sin un objetivo de carrera específica. Obtuvo finalmente su doctorado en la Universidad de Fráncfort con una tesis sobre La filosofía social de Franz von Bader. Ejemplo y problema de una filosofía religiosa. (Die Sozialphilosophie Franz von Baders. Beispiel und Problem einer religiösen Philosophie)

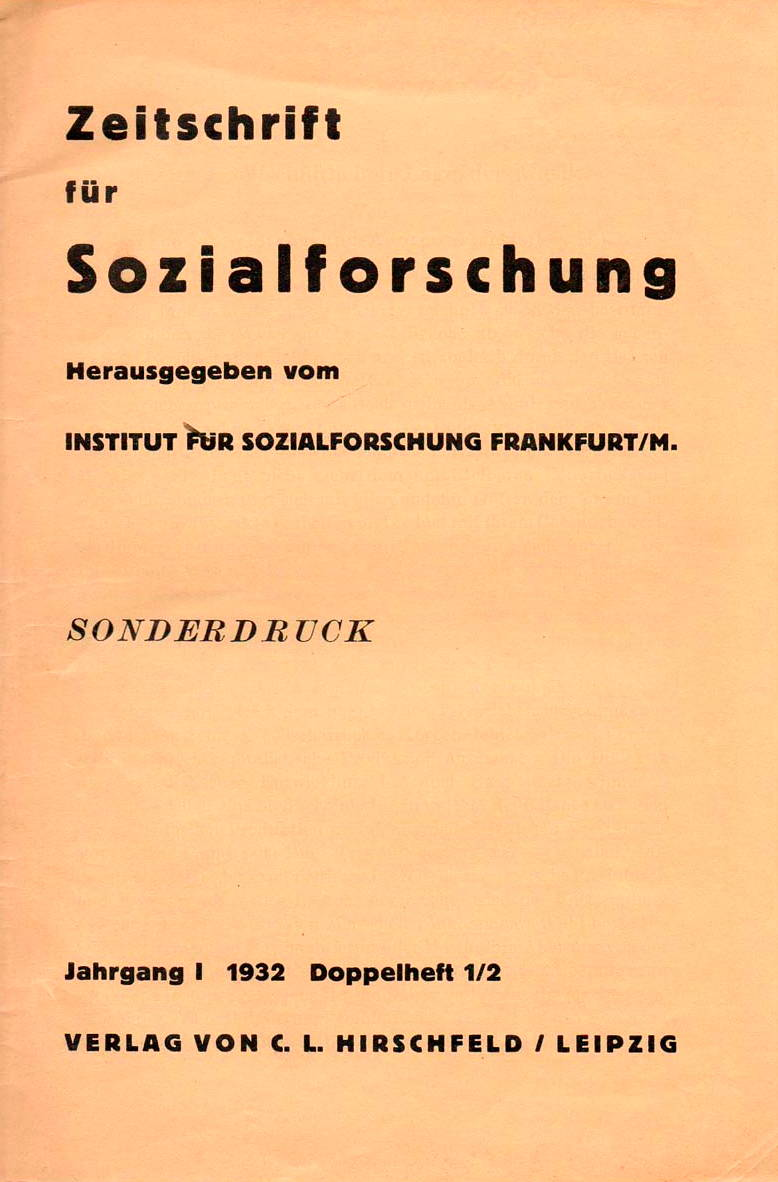
Portada de la revista que dirigió Löwenthal

Así, su formación ideológica como judío marxista transcurrió de manera natural y de la mano con los sucesos de su vida. A los dieciocho años fundó un grupo de estudiantes socialistas en la Universidad de Frankfurt y un par de años más tarde ya colaboraba en la edición de una revista semanal judía. A partir de 1921, se desempeñó como docente en el Freies Jüdisches Lehrhaus, un instituto judío de enseñanza para adultos. En el Instituto de Investigación Social comenzó a trabajar en 1925, inicialmente colaborando a tiempo parcial. En 1926 intentó lograr la habilitación, pero no lo consiguió, de modo que realizó el examen como profesor de estado y se empleó algunos años como maestro de secundaria en alemán, filosofía e historia. A contar de 1930 trabajó de manera exclusiva en el Instituto de Investigación Social.
Cuando el partido nacionalsocialista obtuvo un notable triunfo electoral en las elecciones del Reichstag de septiembre de 1930, ya se veía venir la necesidad de salir de Alemania. Leo Löwenthal se encargó de montar una filial del instituto en Ginebra y abrir así camino a la inminente emigración. En este contexto, Löwenthal se encargó de la edición de la Zeitschrift für Sozialforschung (Revista de Investigación Social) que constituiría el nuevo órgano central del instituto.
Löwenthal fue el último miembro de la Escuela de Fráncfort en salir de Alemania. En 1933, tras la toma del poder por los nazis, permaneció en Frankfurt organizando la emigración del instituto a Nueva York, pasando primeramente por Ginebra. Emigró finalmente a Estados Unidos en 1934 y no regresó a Alemania cuando acabó la guerra, desarrollando el resto de su vida en ese país. A partir de 1949 fue director de investigación de la radioemisora Voice of America. En 1956 asumió un cargo académico como profesor de sociología en la Universidad de California en Berkeley. Se casó en segundas nupcias con Marjorie Fiske, pero dicho matrimonio también acabó con un divorcio, al igual que el primero. En 1977 se casó por tercera vez, esta vez con la que fue su compañera definitiva, Susanne Hoppmann, una traductora profesional que trabajaba en la misma universidad. En la década de 1980, Hoppmann tradujo al alemán gran parte de la obra de su marido que solo estaba disponible en inglés.

## Aporte a la teoría crítica
Mientras las contribuciones de Adorno, Horkheimer, Marcuse y Fromm a la Escuela de Fráncfort han tenido una notable resonancia en el mundo académico, las aportaciones de Löwenthal casi se han ignorado u olvidado. Sin embargo, cualquier examen cuidadoso de ellos constatará que se trata de contribuciones decisivas para el desarrollo de la teoría crítica, tanto en el plano teórico como en el práctico. En los aspectos organizativos y prácticos fue notable su labor como responsable de la redacción de la Zeitschrift für Sozialforschung (Revista de investigación social) y como portavoz del Instituto de Investigación social. En cuanto a sus aportes teóricos originales se ha destacado su posición de pionero de la sociología de la literatura, pero también fueron relevantes los trabajos cuyo contenido estuvo en estrecha relación con las líneas de investigación de otros miembros del instituto.
En su trabajo intelectual en el instituto Leo Löwenthal aplicó el andamiaje teórico de la Escuela de Fráncfort al análisis de la literatura. En particular en las biografías descubrió un fenómeno de identificación de los individuos con las grandes figuras históricas y aplicó la teoría analítica a la cultura de masas. Fue quien gestionó la incorporación de Erich Fromm al instituto y su injerencia fue crucial para que el psicoanálisis adquiriese mayor peso como instrumento de análisis crítico. Mientras que el enfoque marxista se encontraba desde un comienzo entre los pilares teóricos fundamentales del instituto, es solo a partir de 1925 que la Escuela de Fráncfort se decanta por una orientación teórica que integra al psicoanálisis como teoría crítica. En la opción por esta línea Leo Löwenthal tuvo una participación crucial. Igualmente, en el intento de integración del psicoanálisis con el materialismo histórico que, a partir de allí, encabezaron Marcuse y Fromm (aunque desde enfoques diferentes de la metapsicología freudiana), Löwenthal tuvo una participación tal vez menos vistosa y quizás menos original, pero no menos relevante.

## Obras
(Selección realizada por la biblioteca de la Universidad de Fráncfort)
Textos biográficos
- Mitmachen wollte ich nie. Ein autobiographisches Gespräch mit Helmut Dubiel. Fráncfort del Meno, Suhrkamp, 1980
- An Unmastered Past. The Autobiographical reflections of L. L.. Martin Jay (editor), Berkeley, University of California Press, 1987
- Das Utopische soll Funken schlagen... : zum hundertsten Geburtstag von Leo Loewenthal Peter-Erwin Jansen (editor) Fráncfort del Meno, Klostermann, 2000

Obras completas
- Löwenthal, Leo-Schriften. Helmut Dubiel (editor) Fráncfort del Meno, Suhrkamp 1980-1987 (en cinco tomos)

1. Literatur und Massenkultur
2. Das bürgerliche Bewußtsein in der Literatur
3. Falsche Propheten. Studien zum Autoritarismus
4. Judaica. Vorträge. Briefe
5. Philosophische Frühschriften

- Lowenthal, Leo. Communications in Society New Brunswick, N. J.: Transaction Publ. 1984-1989 (en cuatro tomos).

1. Literature and Mass Culture
2. Literature and the Image of Man
3. False Prophets
4. Critical Theory and Frankfurter Theorists

- Löwenthal, Leo. Untergang der Dämonologien. Studien über Judentum, Antisemitismus und faschistischen Geist. Leipzig, Reclam, 1990.

Publicaciones más relevantes (selección)
- Löwenthal, Leo y Gutermann, Norbert. Prophets of Deceit. A Study of the Technique of American Agitator. New York, Harper, 1949.
- Literature and the Image of Man: Sociological Studies of the European Drama and Novel 1600-1900. Boston, Beacon Press, 1957.
- Literature, Popular Culture and Society. Englewood Cliffs, Prentice-Hall, 1961.
- Erzählkunst und Gesellschaft. Die Gesellschaftsproblematik in der deutschen Literatur des 19. Jahrhunderts. Neuwied: Luchterhand 1971.

Revistas en las que Leo Löwenthal realizó regularmente pubublicaciones
- Zeitschrift für Sozialforschung. Fráncfort, [más adelante] París, [finalmente] Nueva York 1932-1938, continuada con bajo el título:

- Studies in Philosophy an Social Science 1939 ff

- Gemeindeblatt der israelitischen Gemeinde Frankfurt am Main 1926-1929
- Commentary 1946-1947
- Public Opinion Quarterly 1948-1953

## Premios y reconocimientos
- 1982: Goethe Plakette otorgada por la Ciudad de Fráncfort.[12]
- 1985: Doctor honoris causa de la Universidad de Siegen
- 1989: Premio Theodor W. Adorno[13]
- 1990: Doctor honoris causa de la Universidad de Hamburgo